# Microglanis nigripinnis
Microglanis nigripinnis är en fiskart som beskrevs av Bizerril och Perez-neto 1992. Microglanis nigripinnis ingår i släktet Microglanis och familjen Pseudopimelodidae. Inga underarter finns listade i Catalogue of Life.